# Världsbibliotekets lista över de 50 bästa kriminalverken
Världsbibliotekets lista över de 50 bästa kriminalverken är en sammanställning av hundratals svenska experter, från bland annat Svenska Akademien och Svenska Deckarakademin, samt allmänheten. Den gjordes i samband med Världsbiblioteket, och har flera gånger publicerats i bland annat Tidningen Boken.

## De 50 bästa kriminalverken
- Agatha Christie – Dolken från Tunis
- Agatha Christie – Tio små negerpojkar
- Arthur Conan Doyle – Baskervilles hund
- Arthur Conan Doyle – De fyras tecken
- Cornell Woolrich – Brud i svart
- Dashiell Hammett – Riddarfalken från Malta
- Dashiell Hammett – Röd skörd
- Dorothy Sayers – De nio målarna
- E.C. Bentley – Trents sista bragd
- Ed McBain – Flaskan
- Edgar Allan Poe – Berättelserna om C. Auguste Dupin
- Eric Ambler – Dimitrios mask
- Francis Iles – Före dådet
- Frank Heller – Kejsarens gamla kläder
- Frederick Forsyth – Schakalen
- Friedrich Dürrenmatt – Domaren och hans bödel
- Friedrich Dürrenmatt – Kommissariens löfte
- G.K. Chesterton – Berättelserna om Fader Brown
- Georges Simenon – Maigret gillrar en fälla
- Georges Simenon – Maigret och hans mord
- Georges Simenon – Min vän kommissarie Maigret
- Graham Greene – Brighton Rock (även på listan "Världsbiblioteket")
- H.-K. Rönblom – Höstvind och djupa vatten
- Hillary Waugh – Vid försvinnandet iklädd...
- Honoré de Balzac – En skum historia
- Ira Levin – En kyss före döden (Bädda för död)
- John Dickson Carr – Den ihålige mannen
- John Dickson Carr – Svart sabbat
- John le Carré – Spionen som kom in från kylan
- Josephine Tey – En gammal skandal
- Mario Puzo – Gudfadern
- Michael Innes – Klagosång över en skald
- Mickey Spillane – Hämnden är min
- P.D. James – Av oskyldigt blod
- P.D. James – Smak för döden
- Patricia Highsmith – En man med många talanger
- Peter Van Greenaway – Judas!
- Pierre Magnan – Stenängeln
- Raymond Chandler – Den lilla systern
- Raymond Chandler – Den stora sömnen
- Raymond Chandler – Kvinnan i sjön
- Raymond Chandler – Långt farväl
- Ruth Rendell – Stenarna skola ropa
- Sébastien Japrisot – Flickan i bilen med glasögon och gevär
- Maj Sjöwall och Per Wahlöö – Den skrattande polisen
- Maj Sjöwall och Per Wahlöö – Roseanna
- Stieg Trenter – Tragiskt telegram
- Umberto Eco – Rosens namn
- Wilkie Collins – Månstenen

## Världsbiblioteket
I Världsbiblioteket finns också en omröstning i följande genrer:
- Poesi, se Världsbibliotekets lista över de 50 bästa diktsamlingarna
- Barnlitteratur, se Världsbibliotekets lista över de 50 bästa barnböckerna